# Bosuil
De bosuil (Strix aluco) is een stevig gebouwde, middelgrote uilensoort die zich meestal in dichte bossen ophoudt.
De bosuil is een typische nachtvogel die op verschillende diersoorten jaagt, voornamelijk kleine knaagdieren. Bosuilen jagen door zich van een tak te laten vallen om geruisloos hun prooi te grijpen, die ze meestal geheel doorslikken. In stedelijke gebieden bestaat het dieet ook uit kleine vogels; in droge subtropen vangen bosuilen ook ongewervelde dieren zoals insecten. Hun gezichtsvermogen en goede gehoor maken bosuilen uitstekende jagers.
De bosuil is zeer territoriaal. Veel jonge bosuilen verhongeren als ze geen geschikt territorium kunnen vinden zodra de ouderlijke zorg stopt. Hoewel veel mensen denken dat deze uil een uitzonderlijk nachtzicht heeft, is zijn netvlies niet gevoeliger dan dat van een mens. De asymmetrisch geplaatste oren en het uitstekende directionele gehoor zijn de sleutel tot zijn jachtsucces. Door de karakteristieke roep worden bosuilen vaak geassocieerd met pech en dood.

## Kenmerken
Deze uil is 37 tot 43 cm lang en heeft een spanwijdte van 80 tot 95 cm. Het vrouwtje weegt 553 g en is gemiddeld 110 g zwaarder dan het mannetje. Daarmee is het een middelgrote uil. Het lijf is relatief plomp; de kop groot en rond. De kleur van het verenkleed is variabel. De nominaat die in Europa voorkomt is grijsbruin en gestreept. De gezichtssluier is meestal lichter, soms met enkele donkere concentrische ringen. De ogen zijn zwart en er zijn geen pluimen op de kop. De kruin is donker, afgezet met lichte banden ("wenkbrauwen").

## Leefwijze
Bosuilen komen algemeen voor in bossen, parken en tuinen. Bosuilen jagen vrijwel alleen in de schemering en 's nachts. Overdag houden de vogels zich schuil in de top van een boom. Toch zijn ze soms ook overdag te zien als ze geplaagd worden door kleine vogels die hen proberen te verjagen. Het voedsel is zeer gevarieerd. Deze uil eet voornamelijk muizen en andere kleine zoogdieren, maar bij afwezigheid daarvan (vooral in steden) eet de bosuil vooral vogels. Ook regenwormen, grote insecten, amfibieën, reptielen en zelfs vissen worden gegeten. De onverteerbare delen van zijn prooien worden in de vorm van braakballen uitgebraakt.

## Voortplanting
De broedperiode is van februari tot juni. Bosuilen beginnen soms al te baltsen (paringsgedrag) in december met als gevolg dat men soms in februari al nesten gevuld met eieren kan vinden. Het vrouwtje legt 1 tot 6, meestal echter 2 tot 4 eieren die na ongeveer 1 maand broeden uitkomen.
De jongen blijven ca. 31 dagen in het nest, maar gaan dan al vroeg op ontdekking uit in de takken rondom het nest. Daarna blijven ze meestal ongeveer 3 maanden in het territorium van de ouders voordat ze hun eigen territorium gaan zoeken.
Bosuilenpaartjes blijven elkaar het hele leven trouw en blijven dan ook hun hele leven bij elkaar. Pas als er een van de twee doodgaat, gaan ze op zoek naar een ander. Ook blijven ze hun hele leven in hetzelfde territorium.

## Verspreiding en leefgebied
Bosuilen komen in vrijwel geheel Europa het hele jaar voor, met uitzondering van Ierland en Noord-Scandinavië. Ze komen ook voor in Azië en noordwest Afrika. Loofbossen vormen de belangrijkste biotoop, maar bosuilen zoeken ook regelmatig het landelijk gebied op, mits er voldoende bosjes met enkele oude bomen aanwezig zijn. Die bomen worden gebruikt als uitkijkpost om naar potentiële prooien te speuren, en om in te broeden.
De soort telt zeven ondersoorten:
- S. a. aluco (Linnaeus, 1758): noordelijk, centraal en zuidoostelijk Europa via Oekraïne en Europees Rusland.
- S. a. biddulphi (Scully, 1881): Pakistan en noordwestelijk India.
- S. a. harmsi (Zarudny, 1911): Kazachstan, Oezbekistan en Kirgizië.
- S. a. sanctinicolai (Zarudny, 1905): noordoostelijk Irak en westelijk Iran.
- S. a. siberiae (Dementiev, 1933): van het Oeralgebergte tot westelijk Siberië.
- S. a. sylvatica (Shaw, 1909): westelijk en zuidelijk Europa en westelijk Turkije.
- S. a. willkonskii (Menzbier, 1896): van noordoostelijk Turkije en noordwestelijk Iran tot Turkmenistan.

## Status
De grootte van de wereldpopulatie werd in 2004 geschat op één tot drie miljoen volwassen individuen. Men veronderstelt dat de soort in aantal stabiel is. Om deze redenen staat de bosuil als niet bedreigd op de Rode Lijst van de IUCN.

## Afbeeldingen

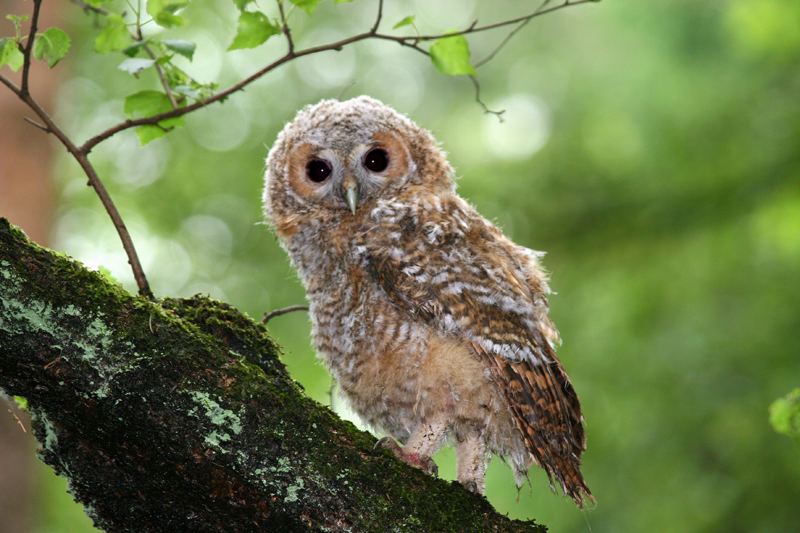
Jonge bosuil
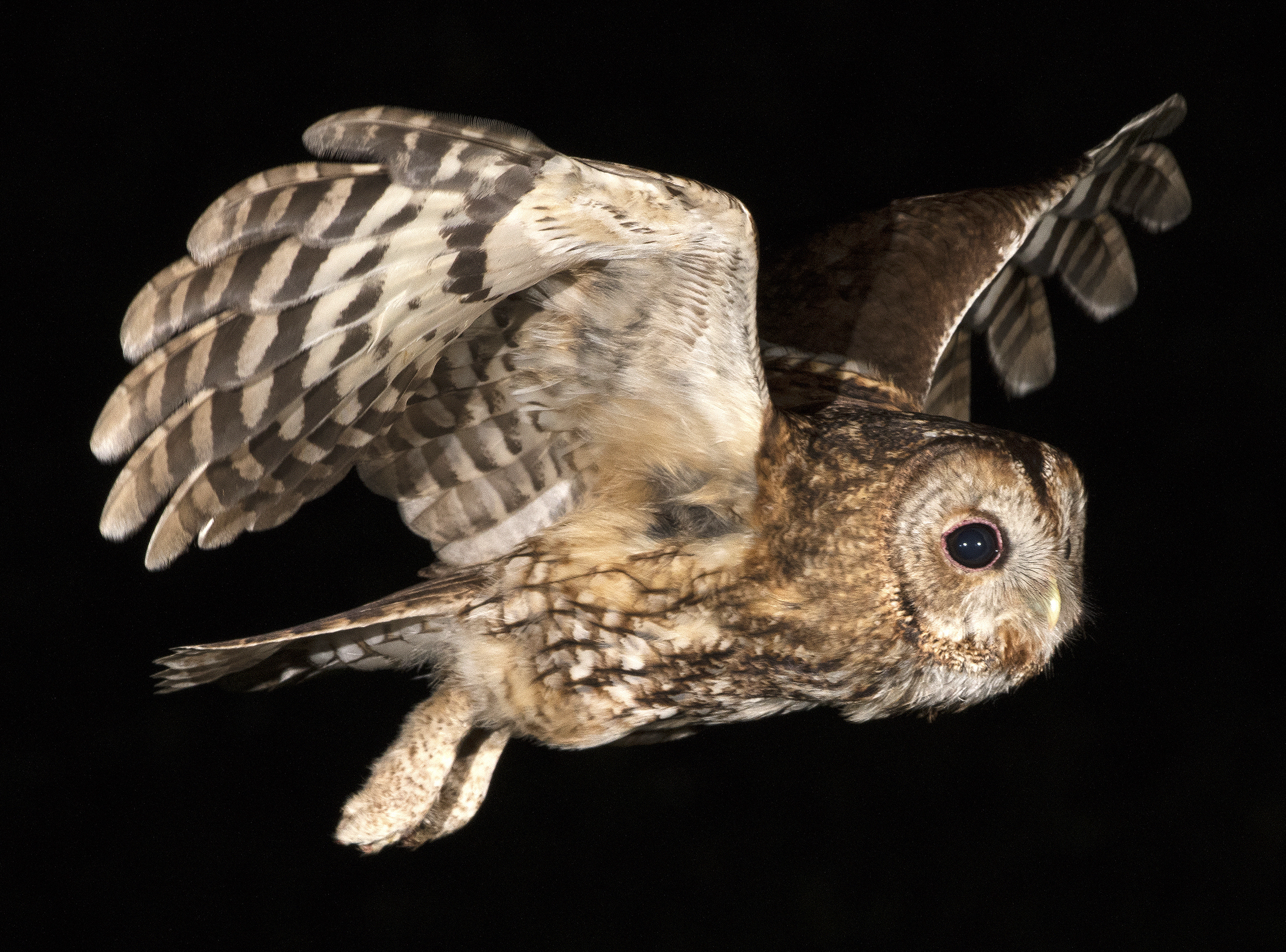
Bosuil in de vlucht
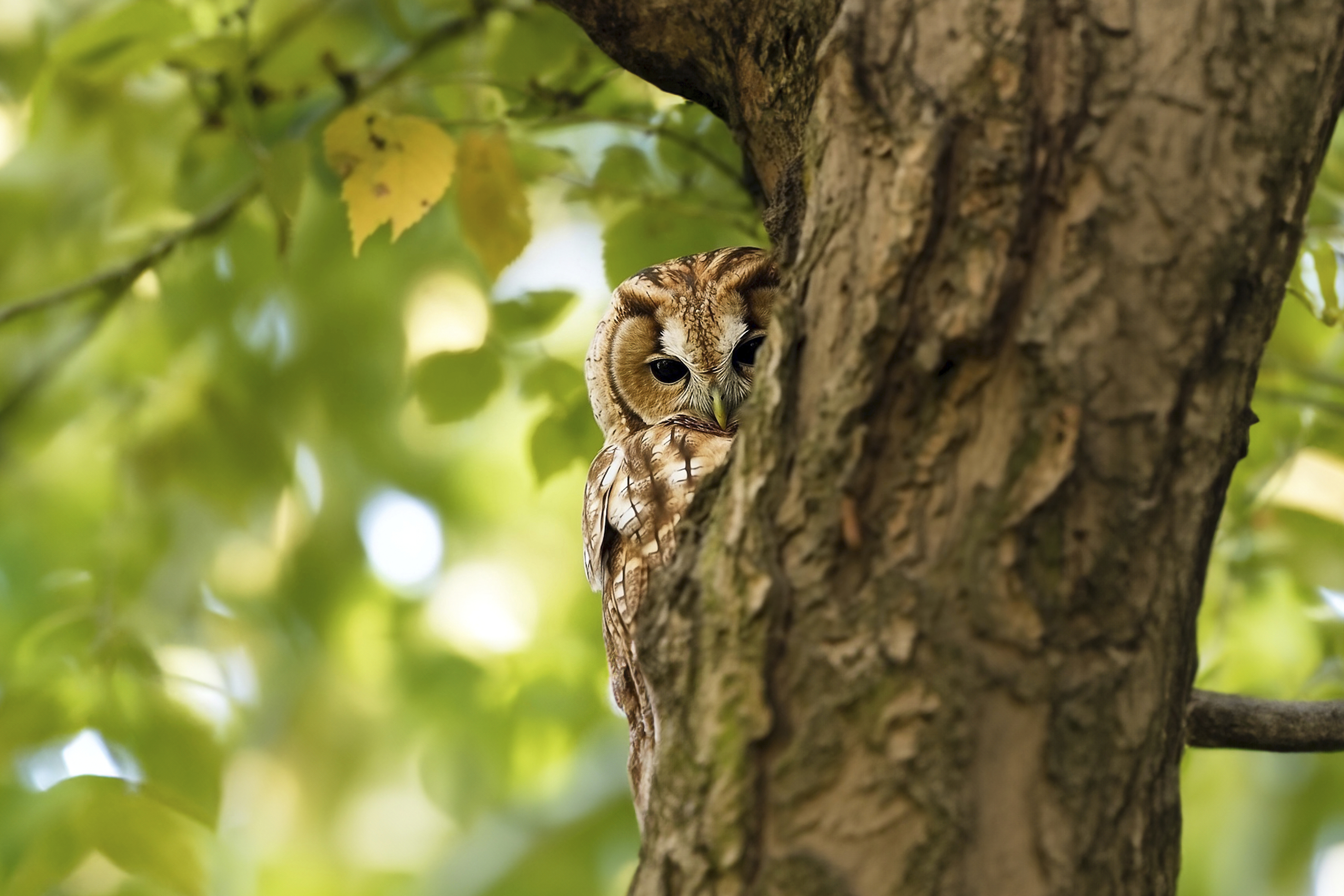
Bosuil verstopt in een boom

## Video
- Video van een bosuil in een knotwilg
- Video van een bosuil in een schoorsteen